# Rhodostrophia intermedia
Rhodostrophia intermedia är en fjärilsart som beskrevs av Kempny 1896. Rhodostrophia intermedia ingår i släktet Rhodostrophia och familjen mätare. Inga underarter finns listade.